# Сахалинская область
Сахали́нская о́бласть — субъект Российской Федерации, входит в состав Дальневосточного федерального округа.
Административный центр — город Южно-Сахалинск.
Область находится в Азиатско-Тихоокеанском регионе; это одна из самых восточных территорий России и единственный субъект Российской Федерации, полностью расположенный на островах (остров Сахалин и Курильские острова).
Граничит по морю с Камчатским краем, Хабаровским краем и Японией (с префектурой Хоккайдо). Принадлежность южной части Курильских островов (южная часть Курильского района и весь Южно-Курильский район) оспаривается Японией. Кроме того, Япония хоть и не претендует на остальные территории Сахалинской области, ранее входившие в её состав (Сахалин южнее 50-й параллели, Курилы севернее Итурупа), но признаёт за Россией лишь «фактическое владение», подчёркивая их неопределённую «международным правом» принадлежность, так как подписанный Японией Сан-Францисский мирный договор не уточняет, в пользу какого именно государства Япония от данных территорий отказалась.
Сахалинская область является одним из лидеров в России по добыче нефти и газа, а также по улову рыбы и морепродуктов.

## История

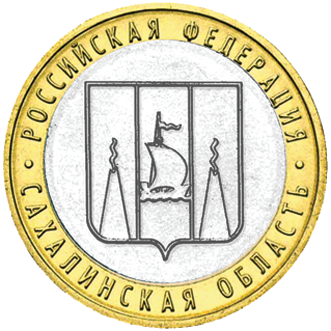
Памятная монета Банка России номиналом 10 рублей (2006)

Административно с 1884 по 1909 год владения России на Сахалине входили в Сахалинский отдел Приморской области (с 1905 года — за вычетом южной части, завоёванной Японской империей).
Административно-территориальная единица под названием Сахалинская область впервые была образована в Российской империи в 1909 году из Сахалинского отдела Приморской области, который занимал к тому времени только северную часть острова Сахалин (см. История административно-территориального устройства Сахалинской области).
В связи с временным распадом страны после Октябрьской революции с 1918 по 1922 находилась в составе ДВР (Дальневосточной республики).
Вследствие гражданской войны на землях бывшей РИ и военного вмешательства в неё иностранных держав ни ДВР, ни пришедшая ей на смену советская Россия не имели власти над северным Сахалином в первой половине 1920-х годов.
В 1925—1932 годах советский северный Сахалин — это Сахалинский округ,   административно-территориальная единица Дальневосточного края РСФСР. С 1932 года — Сахалинская область в составе Дальневосточного (1932—1938) и Хабаровского (1938—1947) краёв.
По итогам Второй мировой войны на южной части Сахалина и Курильских островах возникла Южно-Сахалинская область в составе РСФСР/СССР.
2 января 1947 года Сахалинская область выведена из состава Хабаровского края, объединена под тем же общим названием с Южно-Сахалинской областью и переведена в прямое подчинение РСФСР. Географически Сахалинская область стала полностью охватывать остров Сахалин (с прибрежными островами Тюлений и Монерон), Большую и Малую Курильские гряды.
22 августа 1951 года Президиум ВС РСФСР постановил образовать Горнозаводский район с центром в городе Горнозаводске, включив в его состав город Горнозаводск, рабочие посёлки Первомайск, Шебунино и сельские Советы Ватутинский, Крильонский и Чкаловский, выделив их из Невельского района. 31 августа 1956 года Горнозаводский район был упразднён, а его территория передана в состав Невельского района.
Указом Президиума Верховного Совета СССР от 8 июля 1967 года Сахалинская область награждена орденом Ленина за достигнутые успехи в хозяйственном и культурном строительстве.

## Физико-географическая характеристика

### География
Сахалинская область — единственный регион России, полностью расположенный на островах. Занимает третье место по количеству морских островов после Архангельской и Ленинградской областей. В состав области входят остров Сахалин с прилегающими небольшими островами Монерон и Тюлений (76,6 тыс. км²), а также Курильские острова (10,5 тыс. км²). Омывается водами Охотского, Японского морей и Тихого океана. Отделена от материковой части России Татарским проливом, а от Японии — проливами Лаперуза, Измены, Советским. Входит в часовой пояс Магаданского времени (UTC+11). Разница с московским временем составляет +8 часов.
По территории примерно сопоставима с Азербайджаном, Сербией, Австрией, ОАЭ или Иорданией.[значимость факта?]

### Природа
Главная особенность природных условий Сахалинской области — высокая сейсмическая и вулканическая активность. Особенно это характерно для Курильских островов, где расположены девять действующих вулканов и довольно часто случаются землетрясения. Вдоль берегов Сахалина протянулись Западно-Сахалинские горы (гора Онор, высота до 1330 м) и Восточно-Сахалинские горы (самая высокая точка острова — гора Лопатина, 1609 м), разделённые Тымь-Поронайской и Сусунайской низменностями. Большая часть Курильских островов гориста (наивысшая точка — вулкан Алаид, 2339 м); известно около 160 вулканов, 40 из которых действующие; высокая сейсмичность.
На территории области много озёр, болот. Главные реки: Тымь, Поронай (о. Сахалин).
Растительный мир островов насчитывает 1 400 видов растений. Сахалин относится к зоне хвойных лесов. В долинах рек произрастают лиственные леса (тополь, ива, ольха). В центральной и южной части преобладают берёза, вяз, клён, ясень, тис, которые придают растительности южный облик. На острове произрастают ценные лекарственные растения: аралия, элеутерококк. Распространены ягодники, багульник. В условиях острова проявляется гигантизм некоторых травянистых растений, таких как гречиха сахалинская, белокопытник, дудник медвежий. К концу лета многие травы поднимаются до 3-метровой высоты, а медвежья дудка вырастает до четырёх метров.
Из промысловых зверей в Сахалинской области обитают: бурый медведь, росомаха, лиса, соболь, заяц, северный олень, белка, бурундук, горностай, выдра. Встречаются изюбрь и кабарга. Многочисленны и лесные птицы: глухарь, рябчик, вальдшнеп, белая куропатка, синица, дятел, кряква, чирок, кайры, бакланы. На Курилах распространены птичьи базары.
В последние 20 лет на островах акклиматизированы: пятнистый олень, уссурийский енот, ондатра, баргузинский соболь.
Богаты рыбой сахалинские реки и озера, море вокруг острова. Большое разнообразие лососёвых; встречаются сахалинский осётр, щука, карась, сазан, самая большая пресноводная рыба — калуга. Она достигает длины 5 метров и массы — до 1 тонны.
Остров Тюлений, расположенный к востоку от Сахалина, — уникальный заповедник, где находится лежбище морских котиков.
В Сахалино-Курильском бассейне обитают и сивучи — самые крупные звери из ластоногих. Их называют морскими символами единственной в России области на островах.

### Климат
Климат умеренный, муссонный. Средняя температура января — от −6 °C (на юге) до −24 °C градусов (на севере), средняя температура августа — от +20 °C (на юге) до +15 °C (на севере); количество осадков: на равнинах — около 600 мм в год, в горах — до 1200 мм в год. На территории области распространены редкостойная лиственничная тайга (на севере), леса из аянской ели и сахалинской пихты (в центральной части), широколиственные леса с лианами (на юго-западе); в горах — заросли каменной берёзы и кедрового стланика.
Ниже представлены климатограммы для различных районов области (Южно-Сахалинск — для равнин южной части Сахалина, Холмск — для юго-западного побережья, Поронайск — для восточного побережья, Александровск-Сахалинский — для северо-западного побережья, Ноглики — для равнин северной части Сахалина, Южно-Курильск — для Курильских островов) по климатическим данным (среднемесячные температуры воздуха, абсолютные и средние максимумы и минимумы температур, влажность воздуха, количество осадков, средняя скорость ветра):
| Пункт                     | Янв, °C | Фев, °C | Мар, °C | Апр, °C | Май, °C | Июн, °C | Июл, °C | Авг, °C | Сен, °C | Окт, °C | Ноя, °C | Дек, °C | Абс. мин., °C | Ср. мин., °C | Ср. год., °C | Ср. макс., °C | Абс. макс., °C | Влажн, % | Кол-во осадков, мм | Ветер, м/с |
| Александровск-Сахалинский | −15,5   | −15,2   | −8,0    | −0,1    | 6,0     | 11,6    | 15,3    | 16,9    | 12,7    | 5,4     | −4,0    | −12,4   | −41,0         | −3,3         | 1,1          | 4,9           | 34,5           | 78,7     | 679                | 4,0        |
| Ноглики                   | −16,4   | −16,1   | −9,1    | −1,9    | 3,7     | 10,1    | 13,0    | 14,9    | 11,5    | 3,8     | −6,4    | −14,9   | −42,2         | −5,4         | −0,6         | 3,9           | 33,9           | 79,1     | 678                | 3,5        |
| Поронайск                 | −14,6   | −14,5   | −7,1    | −0,1    | 4,6     | 10,1    | 13,9    | 16,2    | 12,3    | 5,4     | −4,1    | −13,1   | −39,8         | −4,3         | 0,7          | 5,0           | 36,2           | 80,1     | 740                | 3,1        |
| Холмск                    | −7,6    | −7,4    | −2,9    | 3,1     | 8,0     | 12,6    | 16,4    | 18,7    | 15,7    | 9,2     | 1,1     | −5,5    | −27,0         | 2,2          | 5,1          | 7,9           | 32,3           | 74,8     | 823                | 3,3        |
| Южно-Курильск             | −4,0    | −5,3    | −2,2    | 1,8     | 5,2     | 9,2     | 12,8    | 16,2    | 15,5    | 11,2    | 4,9     | −1,2    | −20,3         | 2,9          | 5,3          | 7,9           | 30,5           | 81,3     | 1251               | 4,4        |
| Южно-Сахалинск            | −11,6   | −11,9   | −5,5    | 1,6     | 7,1     | 12,3    | 15,6    | 17,6    | 15,2    | 6,6     | −1,2    | −8,9    | −34,8         | −2,7         | 2,9          | 8,4           | 34,7           | 81,4     | 861                | 2,4        |
| ------------------------- | ------- | ------- | ------- | ------- | ------- | ------- | ------- | ------- | ------- | ------- | ------- | ------- | ------------- | ------------ | ------------ | ------------- | -------------- | -------- | ------------------ | ---------- |

### Крайний Север
- Город Оха; районы: Курильский, Ногликский, Охинский, Северо-Курильский и Южно-Курильский относятся к районам Крайнего Севера.
- Город Южно-Сахалинск и Южно-Сахалинский городской округ; районы: Александровск-Сахалинский, Анивский, Долинский, Корсаковский, Макаровский, Невельский, Поронайский, Смирныховский, Томаринский, Тымовский, Углегорский, Холмский приравнены к районам Крайнего Севера.

### Внутренние воды
Крупнейшие реки Сахалинской области:
| Название | Протяжённость, км | Площадь бассейна, км² | Средний уклон, % | Средний расход воды, м³/с |
| -------- | ----------------- | --------------------- | ---------------- | ------------------------- |
| Поронай  | 350               | 7990                  | 0,23             | 120                       |
| Тымь     | 330               | 7850                  | 0,36             | 89                        |
| Лютога   | 130               | 1530                  | 0,37             | 32                        |
| Найба    | 119               | 1660                  | 0,92             | 21                        |

### Особо охраняемые природные территории

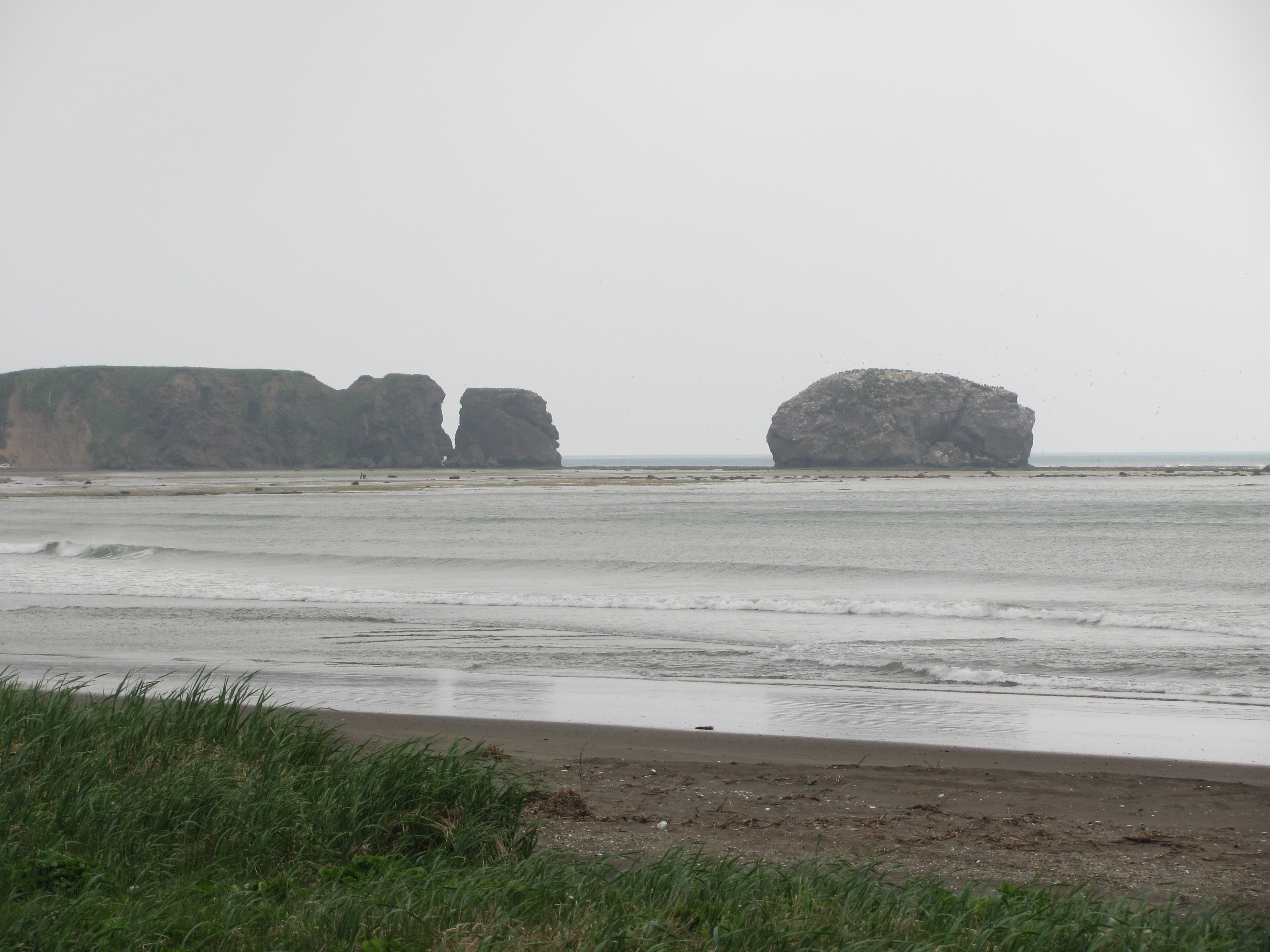
Остров Заметный. Охотское море, восточное побережье Сахалина

Особо охраняемые природные территории Сахалинской области занимают общую площадь 844,472 тыс. га, что составляет 9,7 % территории, в том числе федерального значения 141,234 тыс. га. Тем не менее, существуют большие проблемы с охраной многих территорий, в особенности лесов, влажных земель, а также, конкретных мест обитания редких и исчезающих видов.
В настоящее время на территории области существуют: заповедников — 2, заказников федерального значения — 1, природных парков — 1, охотничьих заказников — 12, памятников природы — 51.

## Население
| 1860     | 1890     | 1897     | 1900     | 1903     | 1905     | 1906     | 1910     | 1914     | 1915     | 1917     | 1920     |
| -------- | -------- | -------- | -------- | -------- | -------- | -------- | -------- | -------- | -------- | -------- | -------- |
| 5000     | ↗26 000  | ↗28 113  | ↗36 500  | ↗46 000  | ↘6500    | ↗7500    | ↗8800    | ↗9400    | ↘7347    | ↘7200    | ↗14 500  |
| 1925     | 1926     | 1929     | 1930     | 1931     | 1933     | 1937     | 1939     | 1940     | 1941     | 1942     | 1943     |
| →14 500  | ↘11 859  | ↗16 500  | ↗23 300  | ↗39 305  | ↗69 000  | ↗87 777  | ↗99 925  | ↗105 000 | ↗110 900 | ↘99 800  | ↘91 400  |
| 1944     | 1945     | 1946     | 1947     | 1949     | 1950     | 1951     | 1956     | 1957     | 1959     | 1961     | 1962     |
| ↘88 400  | ↗90 700  | ↗94 100  | ↗154 000 | ↗580 000 | ↘458 600 | ↗535 000 | ↗689 000 | ↘660 000 | ↘649 405 | ↘625 000 | ↗629 000 |
| 1963     | 1964     | 1965     | 1966     | 1968     | 1970     | 1971     | 1972     | 1973     | 1974     | 1975     | 1976     |
| ↘627 000 | ↗631 000 | ↗638 400 | ↗640 000 | ↘639 000 | ↘615 652 | ↗618 000 | ↗633 000 | ↗640 000 | ↗647 000 | ↘639 000 | ↗662 000 |
| 1978     | 1979     | 1980     | 1981     | 1982     | 1983     | 1984     | 1985     | 1986     | 1987     | 1989     | 1990     |
| ↗680 000 | ↘654 915 | ↗661 000 | ↗669 000 | ↗676 000 | ↗679 000 | ↗685 000 | ↗693 000 | ↗700 000 | ↗709 000 | ↗709 629 | ↗713 981 |
| 1991     | 1992     | 1993     | 1994     | 1995     | 1996     | 1997     | 1998     | 1999     | 2000     | 2001     | 2002     |
| ↗715 333 | ↘714 320 | ↘706 651 | ↘688 638 | ↘659 444 | ↘629 939 | ↘612 329 | ↘595 594 | ↘581 305 | ↘569 234 | ↘560 049 | ↘546 695 |
| 2003     | 2004     | 2005     | 2006     | 2007     | 2008     | 2009     | 2010     | 2011     | 2012     | 2013     | 2014     |
| ↘545 008 | ↘538 080 | ↘532 393 | ↘526 235 | ↘521 206 | ↘518 539 | ↘514 520 | ↘497 973 | ↘496 739 | ↘495 402 | ↘493 302 | ↘491 027 |
| 2015     | 2016     | 2017     | 2018     | 2019     | 2020     | 2021     | 2022     | 2023     | 2024     | 2025     |          |
| ↘488 391 | ↘487 293 | ↗487 344 | ↗490 181 | ↘489 638 | ↘488 257 | ↘466 609 | ↘466 009 | ↘460 535 | ↘457 590 | ↗457 597 |          |

Численность населения области по данным Росстата составляет 457 597 чел. (2025). Плотность населения — 5,25 чел./км² (2025). Городское население — 
84 % (2022).
Сахалинская область — 77-й по численности населения субъект Российской Федерации и 5-й регион Дальнего Востока. Население области по переписи населения 2010 года составляет 498 тыс. человек (0,35 % населения РФ), что делает островной регион одним из самых малозаселённых регионов России. Половой состав характеризуется преобладанием женщин: в области живёт 258,5 тыс. женщин (52 %) и 239,5 тыс. мужчин (48 %). 79,9 % жителей островов живут в городах и пгт, 20,1 % — в деревнях и сёлах. Две трети от всего городского населения острова сконцентрирована в 4-х городах Сахалина — Южно-Сахалинске (181 728 человек), Корсакове (33 526 человек), Холмске (30 937 человек) и Охе (23 007 человек). По сравнению с переписью населения 2002 года, доля городского населения сократилась на 7 % — с 87 % до 80 %, что связано с реорганизацией в 2004—2005 годах 3 городов (Горнозаводск, Чехов, Красногорск) и 25 пгт в сельские населённые пункты. Население размещено неравномерно — так, при средней плотности населения области 5,7 чел/км² (средняя плотность населения — России 8,4 чел/км²) плотность на севере острова и Северных Курилах равна 1,5-2 чел/км², на юге — около 25 чел/км². Самой многочисленной национальностью являются русские — 430,8 тыс. человек (86,5 %). Также многочисленны корейцы (26,4 тыс. — 5,3 %), украинцы (13 тыс. — 2,6 %) и татары (5 тыс. — 1 %). Средний возраст сахалинцев — 37,8 лет для мужчин и 39,9 лет для женщин.

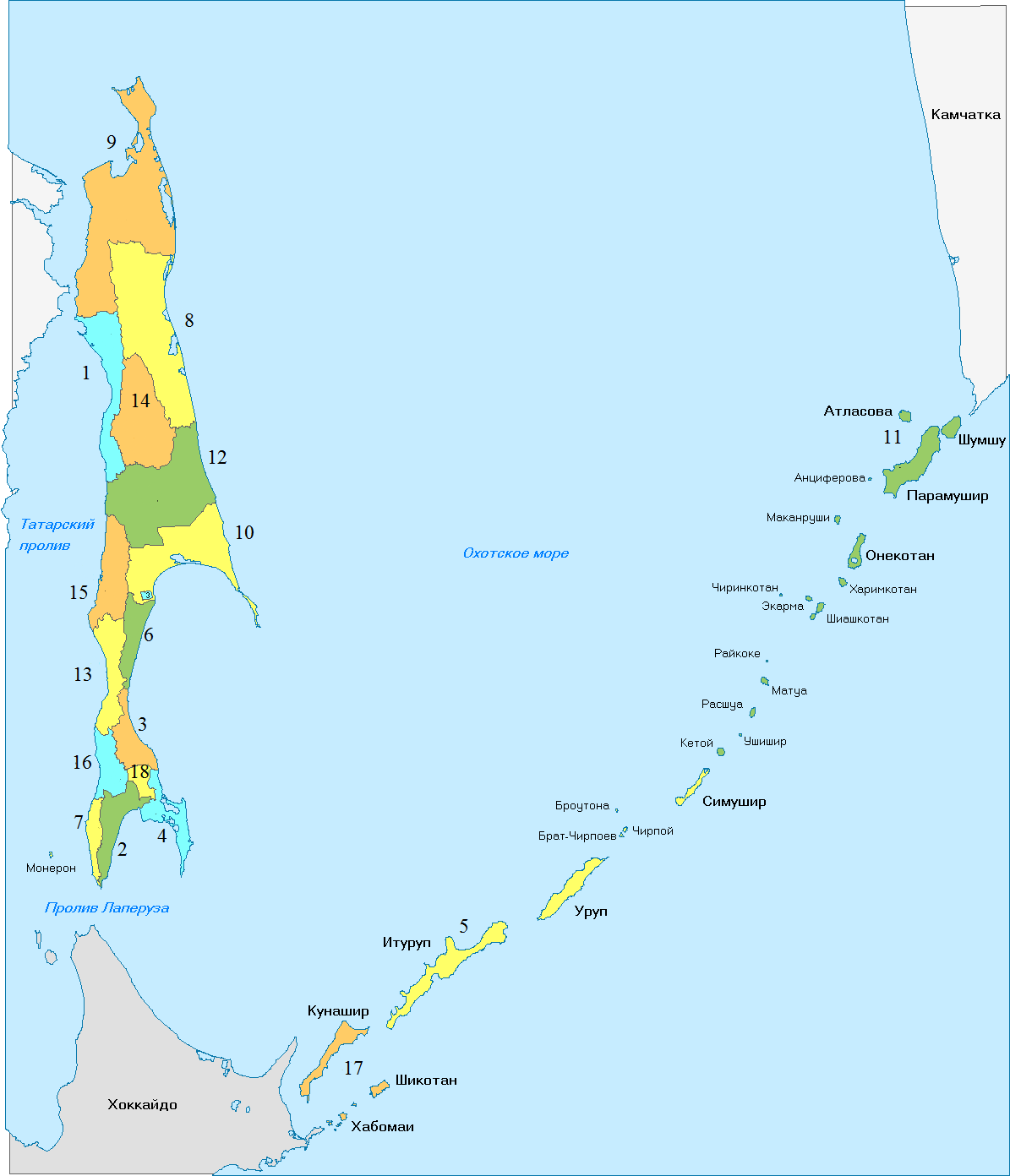
Административное деление Сахалинской области

## Административно-территориальное деление
Система административно-территориальных единиц Сахалинской области, согласно Областному Закону № 25-ЗО от 23 марта 2011 года, включает 1 город областного значения (Южно-Сахалинск) и 17 районов, включающих 1 город районного значения (Углегорск), 1 посёлок городского типа (Вахрушев) и 1 сельский округ (Бошняковский).
В рамках муниципального устройства, согласно Областному Закону № 524 от 21 июля 2004 года, Сахалинская область включает 18 городских округов.
| №  | Флаг | Герб | Городской округ                 | Админ. центр                 | Площадь (км²) | Население (чел.) |
| -- | ---- | ---- | ------------------------------- | ---------------------------- | ------------- | ---------------- |
| 1  |      |      | Александровск-Сахалинский район | г. Александровск-Сахалинский | 4777,4        | ↘10 043          |
| 2  |      |      | Анивский                        | г. Анива                     | 2684,8        | ↗20 975          |
| 3  |      |      | Долинский                       | г. Долинск                   | 2441,6        | ↘22 145          |
| 4  |      |      | Корсаковский                    | г. Корсаков                  | 2623,6        | ↘39 284          |
| 5  |      |      | Курильский                      | г. Курильск                  | 5145,9        | ↗6916            |
| 6  |      |      | Макаровский                     | г. Макаров                   | 2148,4        | ↘6939            |
| 7  |      |      | Невельский                      | г. Невельск                  | 1445,4        | ↘15 099          |
| 8  |      |      | Ногликский                      | пгт Ноглики                  | 11294,8       | ↘11 513          |
| 9  |      |      | Охинский                        | г. Оха                       | 14816,0       | ↘21 456          |
| 10 |      |      | Поронайский                     | г. Поронайск                 | 7280,2        | ↘20 472          |
| 11 |      |      | Северо-Курильский               | г. Северо-Курильск           | 3501,2        | ↗2439            |
| 12 |      |      | Смирныховский                   | пгт Смирных                  | 10457,0       | ↘11 348          |
| 13 |      |      | Томаринский                     | г. Томари                    | 3169,3        | ↘8300            |
| 14 |      |      | Тымовский                       | пгт Тымовское                | 6312,7        | ↘14 437          |
| 15 |      |      | Углегорский                     | г. Углегорск                 | 3965,6        | ↘16 542          |
| 16 |      |      | Холмский                        | г. Холмск                    | 2279,0        | ↘32 754          |
| 17 |      |      | Южно-Курильский                 | пгт Южно-Курильск            | 1856,1        | ↗11 487          |
| 18 |      |      | Город Южно-Сахалинск            | г. Южно-Сахалинск            | 898,2         | ↗189 156         |

## Населённые пункты
Населённые пункты с численностью населения более 3000 человек
| Южно-Сахалинск | ↗181 976 |
| Корсаков       | ↘32 772  |
| Холмск         | ↘24 884  |
| Оха            | ↘19 888  |
| Поронайск      | ↘15 953  |
| Долинск        | ↗11 840  |

| Ноглики                   | ↘10 518 |
| Невельск                  | ↗10 568 |
| Анива                     | ↗9686   |
| Александровск-Сахалинский | ↘8769   |
| Тымовское                 | ↗8721   |
| Смирных                   | ↗8293   |

| Углегорск     | ↘7686 |
| Южно-Курильск | ↗7033 |
| Шахтёрск      | ↘6572 |
| Макаров       | ↘5691 |
| Троицкое      | →5434 |
| Томари        | ↘4299 |

| Горнозаводск | ↘3711 |
| Чехов        | ↘2305 |
| Сокол        | ↘3107 |
| Быков        | ↘3059 |

## Экономика

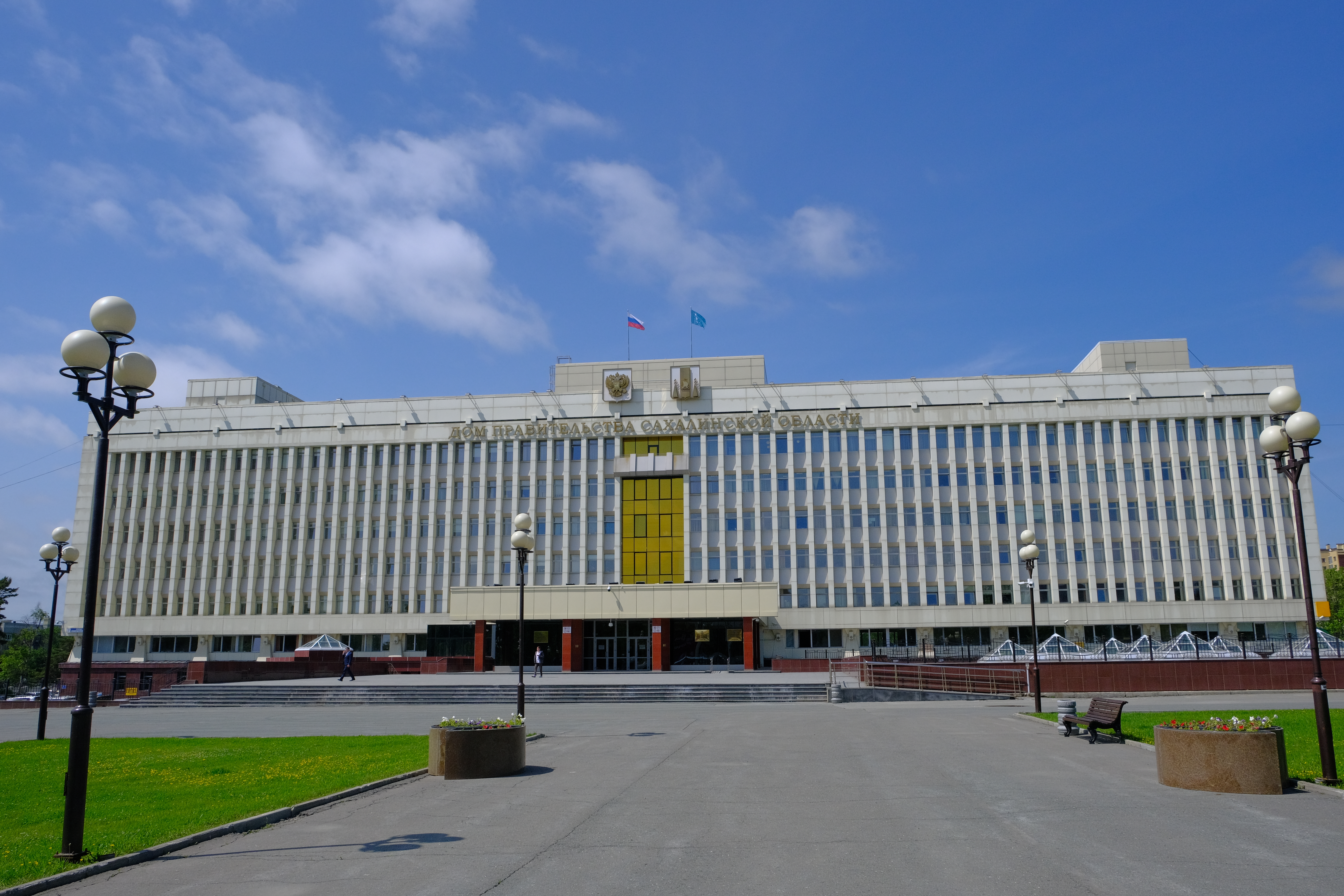
Дом правительства Сахалинской области, Южно-Сахалинск

Сахалинская область относится к категории регионов России, сочетающих выдающийся ресурсно-сырьевой потенциал с экстремальными условиями его освоения. Недостаточная кадровая обеспеченность и низкая инфраструктурная обустроенность территории, типичная для регионов этой группы, на Сахалине отягощается островным положением области, отсутствием устойчивой круглогодичной связи внутри самого региона. Именно поэтому Сахалин относится к числу проблемных регионов со сложным инвестиционным климатом, кардинальное улучшение которого требует значительных средств и продолжительного времени.

### Природные ресурсы
Область изначально обладает высоким природно-ресурсным потенциалом, по которому занимает 39-е место в России. Помимо биологических ресурсов моря, по которым Сахалин находится на первом месте в России, главным ресурсом является наиболее востребованное экономикой углеводородное топливо. По объёму разведанных запасов газового конденсата Сахалинская область занимает 4-е место в России, газа — 7-е, угля — 12-е и нефти — 13-е место. По запасам древесины область занимает 26-е место в России, однако в Сахалинской области почти полностью отсутствует значительный спектр рудных минерально-сырьевых ресурсов, незначительны гидроэнергетические ресурсы, запасы нерудных полезных ископаемых, что в целом снижает общий ресурсный потенциал области. Но, по мере освоения углеводородных запасов шельфа Охотского моря (по объёму которых Сахалинская область занимает 9-е место в России), вырос производственный и финансовый потенциал области. Если в 1995 году по производственному потенциалу Сахалинская область находилась на 66-м месте в России, то в 2004 году — уже на 46-м. И по финансовому потенциалу область поднялась с 87-го места в 1997 году на 45-е место в 2004 году. По общему объёму промышленного производства область вышла на 4-е место в ДВФО после Якутии, Хабаровского и Приморского краёв.

### Инвестиционный климат
По оценке Министерства регионального развития Российской Федерации за 2012 по развитию реального сектора экономики Сахалинская область занимает 1 место среди всех регионов России; по сводному индексу социально-экономического развития область находится на 4 месте; по инвестиционной привлекательности — на 6 месте.
По объёму иностранных инвестиций область занимает 3 место, уступая только Москве и Санкт-Петербургу, а также 3 позицию по объёму строительных работ на душу населения. По объёмам инвестиций в основной капитал на душу населения Сахалинская область на 5 месте.

### Промышленность
Промышленность занимает ведущее место в экономике Сахалинской области, в ней занято почти 20 % работающего населения Сахалинской области, создаётся более 60 % валового регионального продукта. В 2012 году индекс промышленного производства составил 96,6 %.
Ведущими отраслями промышленного производства в Сахалинской области являются нефтегазовый, топливно-энергетический (уголь и энергетика) и рыбопромышленный комплексы, пищевая промышленность.
На долю нефтегазового сектора приходится более 90 % общего объёма промышленного производства.
Территориальное размещение промышленности в Сахалинской области отличается резкой неравномерностью.
Основными промышленными муниципальными образованиями являются Городской округ Ногликский, где ведётся почти вся нефте- и газодобыча, Корсаковский городской округ, где расположен завод по сжижению газа, а также г. Южно-Сахалинск — административный и экономический центр Сахалинской области. Доля этих трёх муниципальных образований занимает более 85 % всей промышленной продукции региона.

### Сельское хозяйство
Сельское население на 01.01.2021 составляет 86 тысяч человек, около 18 % населения Сахалинской области.
Из-за трудных погодных условий сельское хозяйство области получило своё развитие в основном в южных районах. Здесь успешно выращивают овощи: картофель, капусту, свёклу, морковь, чеснок, лук, помидоры, огурцы, кормовые культуры. Быстрое развитие получило животноводство, разводят крупный рогатый скот, свиней, птицу.
Сахалинская область является монополистом в России по производству пищевого агар-агара.
В 2020 году в Сахалинской области осуществляли деятельность 32 сельскохозяйственных предприятия и 226 фермерских хозяйств, количество хозяйств населения 21179 единиц. Численность занятых в сельскохозяйственной отрасли в истёкшем году оценивалась в 6,8 тыс. человек.
По итогам 2020 года объём валовой продукции, произведённой хозяйствами всех категорий, составил 13,5 млрд руб. (27,8 тыс. руб. на душу населения), индекс производства продукции сельского хозяйства в хозяйствах всех категорий составил 105,8 % к уровню 2019 года. Доля сельскохозяйственных организаций по продукции животноводства составляет 74,4 %, растениеводства — 52,9 %.
Животноводство
На 1 января 2021 (на 1 января 2017) поголовье скота составляет:
Крупный рогатый скот,
Хозяйства всех категорий 28447 (20270) голов, из них Сельскохозорганизации 17098 (10830),
Хозяйства населения 4332 (5253), КФХ 7017 (4187)
Молочные коровы,
Хозяйства всех категорий 12018 (8451) голов, из них Сельскохозорганизации 7346 (4583), Хозяйства населения 1852 (2152), КФХ 2820 (1716).
Средний надой на 1 фуражную корову в сельхозпредприятиях за 2021 год составил 6537 кг (+5,2 %).
Свиньи,
Хозяйства всех категорий 48539 (24955) голов, из них Сельскохозорганизации 45445 (18728), Хозяйства населения 2780 (5022), КФХ 314 (1205)
Овцы и козы,
Хозяйства всех категорий 4753 (5127) голов, из них Сельскохозорганизации 10 (363), Хозяйства населения 3266 (2888), КФХ 1477 (1876)
— птицы — 945,1 тыс. голов (114 % к уровню 2019 г.).
В 2019 году (в 2015 году) в хозяйствах всех категорий произведено на убой скота и птицы (в живом весе) 8350 тонн (3178 тонн), производство молока составило 41704 тонн (27914 тонн), производство яиц составило 142,5 млн штук (125,4 млн штук).
Яйценоскость кур-несушек в сельхозпредприятиях за 2020 год составила 305 штук на одну курицу или 102,7 % к уровню 2019 года.
В сфере животноводства, в 2020 году валовое производство продукции составило:
— молока — 48,3 тыс. тонн (115,8 % к уровню 2019 г.);
— мяса скота и птицы (в живом весе) — 15,5 тыс. тонн (119,6 %);
— яиц — 142,3 млн штук (99,9 %).
По итогам 2020 года самообеспеченность региона с учётом фактического потребления оценивается:
по молоку — 63,6 % (в 2019 году — 56,4 %); мясу — 22,5 % (2019 год — 19,0 %); яйцу — 94,0 % (2019 год — 92,7 %).
Растениеводство
В Сахалинской области почти 90 процентов сельскохозяйственных земель — кислые почвы, требующие известкования. Из-за трудных погодных условий сельское хозяйство области получило своё развитие в основном в южных районах. Традиционные овощи — картофель, капуста, морковь, свёкла, кабачки — прекрасно чувствуют себя в открытом грунте. В теплицах выращивают огурцы, помидоры, болгарский перец, баклажаны. При нормативной потребности в овощах 7,5 тысячи тонн в 2019 году в области произвели 8,5 тысячи тонн. Площадь зимних теплиц под овощи составляет в 2019 году 14 гектаров и будет увеличиваться: в 2020 году на гектар, позднее ещё на три. В 2019 году на Сахалине впервые наладили производство кормов для животноводства, вырастили более двух тысяч тонн фуражного зерна.
В 2021 году в сельхозорганизациях урожайность капусты 511,0 ц/га, моркови 480,1 ц/га, столовой свёклы 416,6 ц/га, картофеля 251,9 ц/га. Получая рекордную урожайность, в Сахалинской области снизили посевные площади выращивания овощной продукции. В Сахалинской области также высокая урожайность естественных сенокосов, зелёной массы 67,8 ц/га, на сено 39,5 ц/га.
Валовой сбор основных сельскохозяйственных культур в хозяйствах всех категорий за 2020 год составил: Картофель с площади 3439,9 га собрано 65,2 тыс. тонн, Овощи (всего с открытого и закрытого грунта) с площади 1503,2 га собрано 40,4 тыс. тонн.
В сельхозорганизациях урожайность картофеля составила 280 ц/га (в 2019 году урожайность была 258 ц/га), урожайность овощей открытого грунта составила 566 ц/га (в 2019 году урожайность 501 ц/га).
Посевные площади во всех категориях хозяйств в 2020 году составили 28,55 тыс. га, что ниже уровня 2019 года на 0,46 тыс. га. Площадь, занятая картофелем, составила 3,4 тыс. га, на 3,2 % меньше уровня предыдущего года, овощей — 1,0 тыс. га, меньше на 4,8 %, площади под кормовые культуры уменьшились на 1,4 % и составили 24,0 тыс. га.
Основными регионами поставок овощной продукции является Приморский край (лук, чеснок, шпинат, морковь, свёкла, пекинская капуста, кабачки, сельдерей, перцы), Московская область (помидоры, сельдерей, зелень, перцы) и Красноярский край (капуста), Пакистан и Китай — картофель.
| Посевные площади: | Посевные площади: | Посевные площади: | Посевные площади: | Посевные площади: | Посевные площади: | Посевные площади: | Посевные площади: |
| год               | 1959              | 1990              | 1995              | 2000              | 2005              | 2010              | 2015              |
| ----------------- | ----------------- | ----------------- | ----------------- | ----------------- | ----------------- | ----------------- | ----------------- |
| тыс. гектар       | 34                | 50                | 46,6              | 36,7              | 23,9              | 25,4              | 26,5              |

## Экология
Правительство области запустило программу достижения углеродной нейтральности к 2025 году (за счёт развития возобновляемых источников энергии и водородной технологии) и приступило к эмиссии углеродных единиц, которые покупаются на бирже заинтересованными компаниями.
В рамках национального проекта «Экология» с 2019 по 2024 год в Сахалинской области были реализованы федеральные проекты «Комплексная система обращения с ТКО» и «Сохранение лесов» с общим объёмом финансирования около 600 млн рублей. С 2025 по 2030 год в рамках нового нацпроекта «Экологическое благополучие» региону будет выделено 2 млрд рублей для участия в федеральных проектах «Экономика замкнутого цикла», «Вода России», «Чистый воздух» и «Сохранение лесов».

## Транспорт

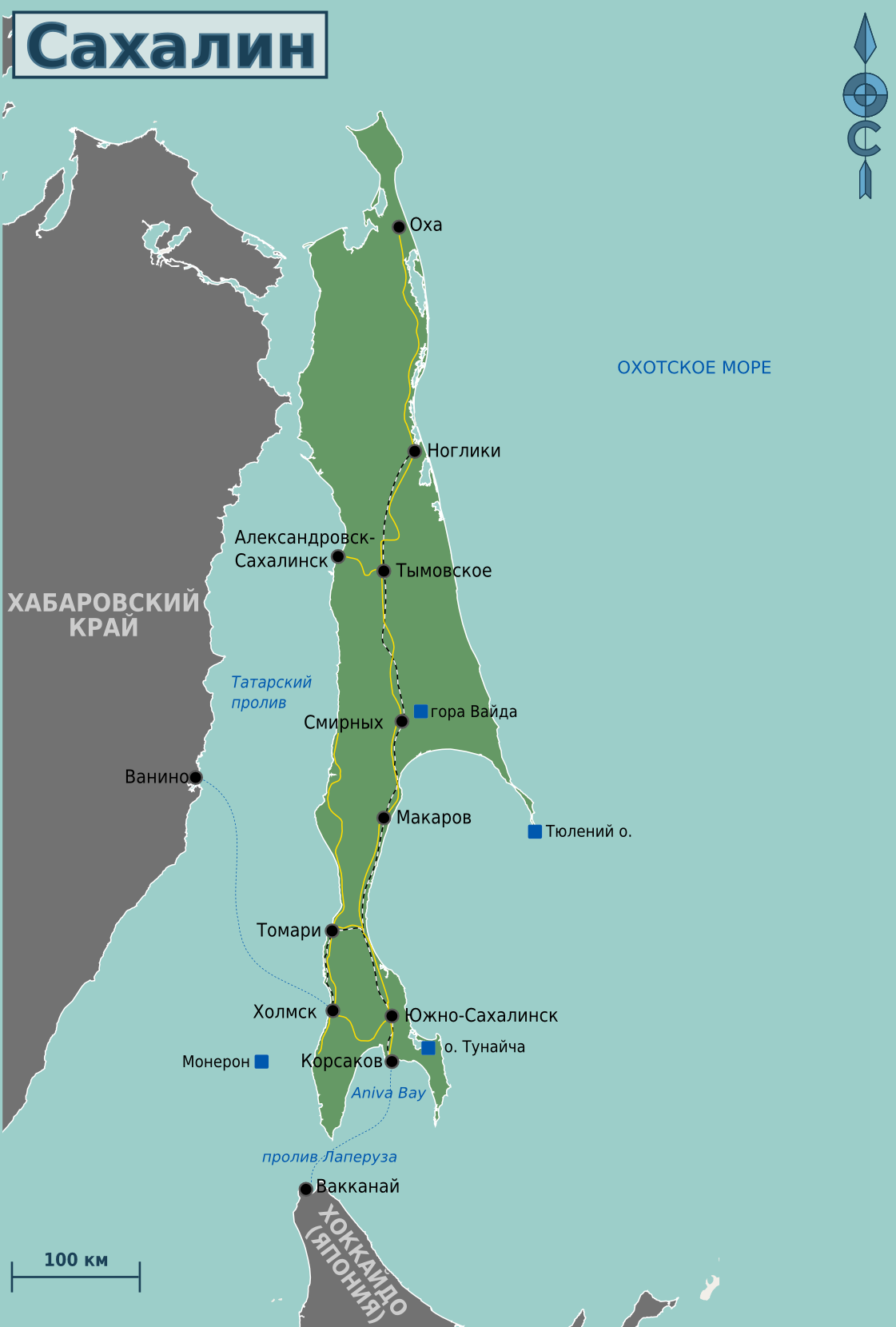
Транспортная сеть Сахалина

### Автомобильный транспорт
Автомобильный транспорт является базовым элементом транспортной системы Сахалинской области. Данный вид транспорта занимает первое место по объёмам перевозок пассажиров по области. Ежегодно в области данным видом транспорта перевозится порядка 25-26 млн человек (95 % от числа перевезённых пассажиров ежегодно).
На территории Сахалинской области пассажирские перевозки автомобильным транспортом общего пользования осуществляются во всех муниципальных образованиях, за исключением муниципального образования «Северо-Курильский городской округ». В области работают городские, пригородные и междугородные маршруты, в том числе 14 межмуниципальных пригородных и междугородных маршрутов. На перевозках пассажиров используются автобусы отечественного и зарубежного производства малой, средней и большой вместимости (Газель, ПАЗ, ЛиАЗ, Hyundai County, Daewoo BS-106, КамАЗ Marcopolo Bravis и др.). С декабря 2015 по март 2016 года Сахалинская область закупила новые автобусы малой, средней и большой вместимости (ПАЗ Вектор, МАЗ, КамАЗ Marcopolo Bravis (на газовом двигателе)). Деятельность малого и среднего предпринимательства на автомобильном транспорте в Сахалинской области играет решающее значение в перевозках грузов и пассажиров. В силу природно-климатических особенностей и численности населения в области, отрасль автомобильного транспорта на 100 % представлена малым и средним предпринимательством.
Крупнейшими пассажирскими перевозчиками являются предприятия, входящие в холдинг ОАО «Сахалинавтотранс», ООО Фирма «ПАТП-3», МУП «Транспортная компания» и ряд предприятий муниципального транспорта.

### Воздушный транспорт
В силу географического расположения островной Сахалинской области, авиационный транспорт решает важные социальные задачи. Более 90 % объёма пассажирских перевозок за пределы области и обратно осуществляются воздушным транспортом, внутри области осуществляется доставка пассажиров в труднодоступные местности, в том числе на Курильские острова.
Базовым звеном авиационного транспорта являются аэропорты. На территории Сахалинской области имеются несколько аэропортов, среди них: Южно-Сахалинск («Хомутово»), «Новостройка» (г. Оха), «Ноглики», «Шахтёрск», «Зональное» (с. Зональное), «Менделеево» (о. Кунашир), «Буревестник» (о. Итуруп), «Итуруп», а также вертодром в г. Северо-Курильске (о. Парамушир).
В настоящее время с острова Сахалин выполняются авиарейсы более чем по 20 направлениям (с учётом транзитных перевозок). По прямым маршрутам можно попасть в такие крупные российские города, как Москва, Хабаровск, Владивосток, Иркутск, Новосибирск и другие. Регулярные прямые международные рейсы из Южно-Сахалинска выполняются в города Саппоро и Токио (Япония), Сеул (Республика Корея), Харбин (Китай). Аэропорт Южно-Сахалинск обслужил в 2012 году 834 тыс. 960 пассажиров.
Основная часть международных и все внутриобластные авиарейсы выполняются региональной авиакомпанией «Сахалинские Авиатрассы». Ныне, после слияния с авиакомпанией «Владавиа» — авиакомпания «Аврора».
На сахалинском рынке авиационных пассажирских перевозок работают такие крупные российские авиакомпании, как «Аэрофлот — Российские авиалинии», «S7 Airlines», выполняются регулярные авиаперевозки иностранной авиакомпанией «Азиана» (Южная Корея).
Бюджет Сахалинской области субсидирует выполнение социально значимых перевозок на межмуниципальных маршрутах: Южно-Сахалинск — Оха, Южно-Сахалинск — Шахтёрск, Южно-Сахалинск — Южно-Курильск (Менделеево), Южно-Сахалинск — Буревестник, а также пассажирские перевозки между о. Парамушир и г. Петропавловск-Камчатский.

### Морской транспорт
Сахалинская область принадлежит к небольшому числу субъектов Российской Федерации, имеющих сложную транспортную схему, связывающую регион с материком. Это единственная в России административная территория, расположенная на 59 островах. Обладая выгодным географическим расположением, исключительными природными ресурсами, такими как нефть, газ, уголь, область при этом относится к регионам с неустойчивым транспортным сообщением.
Островное положение Сахалинской области предопределяет ведущую роль морского транспорта, так как практически все грузы на Сахалин и Курилы, а также в обратном направлении на материк и в зарубежные страны доставляются морем.
На морской транспорт сейчас приходится 61,7 % всего грузооборота.
Основные перевозимые грузы — продукция производственно-технического назначения (нефтепродукты, машины, оборудование, цемент, прокат чёрных металлов), а также основные продукты питания (производство которых на островах недостаточно для жизнеобеспечения области) поступают из других регионов морским путём в порты области — в основном, в Холмск и Корсаков, откуда доставляются потребителям по железной дороге и автотранспортом. Поэтому экономика области неразрывно связана с функционированием транспортного комплекса, обеспечивающего производственные, внутриобластные и межрегиональные связи, сферу обращения товаров, услуг в удовлетворения потребностей населения в перемещении.
Инфраструктура морского транспорта Сахалина состоит из восьми морских портов и одиннадцати морских терминалов, входящих в границы портов, транспортного флота и морской железнодорожной паромной переправы «Ванино — Холмск».

### Железнодорожный транспорт
Железнодорожным транспортом осуществляется от 27 % до 30 % всех внутренних грузовых перевозок области. Основной объём грузовых и пассажирских железнодорожных перевозок на острове обеспечивает Сахалинский регион Дальневосточной железной дороги, которая характеризуется следующими данными:
- узкая ширина железнодорожной колеи 1067 мм (до 2019 года);
- эксплуатационная длина — 804,9 км;
- дорога однопутная;
- 34 действующие станции;
- тяга поездов — тепловозная;
- объём грузовых перевозок в год составляет около 3,5 млн тонн, пассажирских перевозок 1,1 млн человек;
- численность работающих составляет около 3,5 тыс. человек.

В пассажирском железнодорожном сообщении действуют четыре пары поездов дальнего следования и пять пригородных железнодорожных маршрутов.
В структуре железнодорожных перевозок ведущее место занимают уголь, лесные и строительные грузы, рыбопродукция и нефтепродукты.
Согласно Стратегии развития железнодорожного транспорта в РФ к 2030 году, Сахалин планируется связать с материком (участок Селихин — Ныш). Хотя в прошлом была попытка осуществить данный проект, риторика о создании тоннельного (мостового) перехода ведётся и по сей день.
В продолжение развития транспортной инфраструктуры Сахалина звучали предложения о строительстве тоннеля Сахалин — Хоккайдо. Но дальше заявлений отдельных политиков дело не продвинулось.
На острове после ухода японцев движение продолжалось осуществляться по колее 1067 мм. Но с 2000 года начались работы по перешивке колеи на общероссийский стандарт 1520 мм. К октябрю 2013 года из 806 километров главного хода островной железной дороги было переустроено около 495 километров. К 2020 году перешивка Сахалинской железной дороги на российский стандарт была завершена.

## Образование
В 2017 году в Сахалинской области действовало два высших учебных заведения: Сахалинский государственный университет и частный Сахалинский гуманитарно-технологический институт. Кроме этого, работал Сахалинский институт железнодорожного транспорта — филиал хабаровского Дальневосточного государственного университета путей сообщения.

## Спорт
В 2009 году на острове возродился хоккей с мячом.
В сезоне 2013/2014 футбольный клуб «Сахалин» стал победителем Второго дивизиона зоны «Восток» и вышел в ФНЛ.